# Doremi Doredo
| Оценки критиков | Оценки критиков |
| Источник        | Оценка          |
| --------------- | --------------- |
| Взгляд          | 5/10            |
| Коммерсантъ     | без оценки      |
| Miamusic        | 7/10            |
| Newslab.ru      | без оценки      |
| Time Out        | без оценки      |

Doremi Doredo — четвёртый студийный альбом украинского певца Андрея Данилко, выступающего в образе Верки Сердючки. Альбом был выпущен в 2008 году на лейблах Квадро-Диск и Mamamusic.

## Об альбоме
В 2007 году Андрей Данилко в образе Верки Сердючки отправился представлять Украину на «Евровидении» с песней «Dancing Lasha Tumbai» и занял в финале второе место. Песня стала популярной в Европе, попав в чарты множества стран, она даже вошла в первую десятку самых популярных синглов Финляндии, Франции и Швеции. Также в Европе был выпущен сборник Dancing Europe, состоящий как из прежних хитов Верки, так и из новых песен (вскоре они перекочуют в новый альбом). Сборник попал во французский альбомный чарт.
Вскоре Андрей принимает решение выпустить полноценный альбом. Он сам пишет музыку и тексты песен, причём в абсолютно новом для Верки жанре — синти-поп. Альбом состоит из песен на английском, немецком и русском языках. Название альбома отсылает к известной фразе «до-ре-ми-до-ре-до», которой в музыкальной среде посылают на «три буквы».
Для песен «Dancing Lasha Tumbai», «Кiss Please», «Doremi», «Evro Vision Queen» и «Essen» были сняты видеоклипы.

## Список композиций
Слова и музыка всех песен — Андрей Данилко.
| №   | Название                                       | Длительность |
| --- | ---------------------------------------------- | ------------ |
| 1.  | «Doremi»                                       | 3:18         |
| 2.  | «Kiss, Please!»                                | 2:55         |
| 3.  | «Essen»                                        | 2:35         |
| 4.  | «Evro Vision Queen»                            | 3:52         |
| 5.  | «Gorbachev»                                    | 3:50         |
| 6.  | «Grosse Liebe»                                 | 2:58         |
| 7.  | «Essen 2»                                      | 3:47         |
| 8.  | «Cuba»                                         | 4:15         |
| 9.  | «Poppy (Punk Version)»                         | 2:49         |
| 10. | «Dancing Lasha Tumbai»                         | 2:59         |
| 11. | «Наркотикам — нет! (Налей мне в бокал любовь)» | 4:39         |